# Gospodărirea mediului înconjurător
Gospodărirea mediul înconjurător constituie acțiunile de gospodărire a interacțiunii dintre umanitate și mediul înconjurător și a efectelor activităților umane asupra mediului.